# Melitaea bicolor
Melitaea bicolor är en fjärilsart som beskrevs av Adalbert Seitz 1908. Melitaea bicolor ingår i släktet Melitaea och familjen praktfjärilar. Inga underarter finns listade i Catalogue of Life.